# 冬畴寨
冬畴寨，原名闪庐，是位于中国福建省福州市闽清县塔庄镇坪街村的一个清代古民居建筑，2019年入选第六批闽清县文物保护单位。
冬畴寨是一个极具规模的寨堡，由寨主夫人郑梅英主持修建，原命名自寨主黄国闪之名，称之为闪庐，其子黄冬畴继家主之位后改为现名，有大小房间和厅堂106间，包括回照、天井、正座、后天井、厨房、横厝、外横厝等建筑结构，外墙为夯土筑就，墙基以方块青石垒砌，墙内有贯通全寨的走马弄。建筑现今总体保存完好。